# 김승유 (조선)
김승유(金承琉, 생몰년 미상)는 조선의 문신으로, 김종서(金宗瑞)의 3남이다. 본관은 순천. 승정원 주서(注書)를 지냈다. 본관은 순천(順天)이며, 호(號)도 순천(順天)이다.

## 생애
1436년 음서(문음)로 천거되었으며 1442년 진사시에 합격한 그는 훗날 승정원 주서 직책을 지냈고 그 후 계유정난이 일어나자 간신히 살아남아 남한산 기슭에서 죽을 때까지 신분을 감추고 연명하며 살았다고 전해진다.
하지만, 백성들의 입에서 입으로 전해져 내려온 야담을 모아 한 데 묶은 《동자민설》(1896년)에는 흔히 세조의 맏딸로 알려진 의숙공주 위에 역사 기록에서 삭제되고 감추어진 언니가 있었으며, 일찍이 김종서의 삼남 김승유와 인연을 맺어 함께 아버지 세조의 추적을 피해 달아나 함께 행복하게 살았다고 전해진다.

## 가계
- 증조부 : 김태영(金台泳)
  - 할아버지 : 김추(金錘)
    - 아버지: 김종서(金宗瑞)
    - 어머니 : 윤원부(尹元富, 파평윤씨)의 딸
      - 형님 : 김승규(金承珪)
        - 조카 : 김조동(金祖同)
        - 조카 : 김수동(金壽同)

      - 형님 : 김승벽(金承璧)
        - 조카 : 김중남(金中南)

      - 부인 : 여흥 민씨(驪興 閔氏)
        - 장남 : 김효달(金孝達)
        - 자부 : 하남 정씨(河南 程氏)
          - 손자 : 김석균(金錫龜)
          - 손자 : 김석린(金錫麟)

## 관련 작품
- 《공주의 남자》 (KBS, 2011년, 배우:박시후)

## 드라마와 역사와의 차이점
- 드라마에서는 부마도위에 오를 정도로 중요한 인물이지만, 실제 역사에서는 기록이 빈약하며 중요성이 떨어지는 인물이다.
- 드라마에서는 수양대군의 딸인 '이세령'과 연이 있지만, 실제 역사에서는 계유정난 이전에 이미 혼인을 한 상태로, 공주와 관계를 맺지 않았다.
- 드라마의 모티브인 야사에서는 수양대군의 딸인 '이세희'와 연이 있는 사람은 김종서의 아들(김승유)가 아닌 김종서의 손자(김차동)으로 기록하고 있다.[2]

## 같이 보기
- 계유정난